# Tigran L. Petrosyan
Tigran Lvoni Petrosyan, meglio noto come Tigran L. Petrosian (in armeno Տիգրան Լևոնի Պետրոսյան?; Erevan, 17 settembre 1984), è uno scacchista armeno.
Il suo nome fu deliberatamente scelto da suo padre per onorare l'ex campione del mondo Tigran Vartanovič Petrosian. Quando Tigran Vartanovič vinse il campionato del mondo, suo padre decise che se avesse avuto un figlio lo avrebbe chiamato Tigran.
Ottenne il titolo di Grande maestro nel 2002, all'età di 18 anni.
In quell'anno ottenne la prima norma di GM al campionato del mondo under-18, la seconda nell'open di Batumi e la terza nell'open Aeroflot di Mosca.
Gioca nell'Internet Chess Club (ICC) con il nickname "Tigrano".
Ha vinto per due volte (2012 e 2013) il Campionato armeno di scacchi.
Ha ottenuto il proprio record Elo nella classifica FIDE di marzo 2015 con 2.671 punti, 71º al mondo e terzo tra i giocatori armeni.

## Controversia su cheating online
Tigran L. Petrosian ha preso parte e ha vinto i Campionati della Chess.com Pro Chess League nell'ottobre 2020 per il team Armenia Eagles.  A fine manifestazione, la vittoria della sua squadra è stata ribaltata ed è stato bandito a vita sia da Chess.com che dalla Pro Chess League per "regole del fair play non ancora specificate".  Petrosian ha minacciato pesanti azioni legali.
Gli Eagles si erano qualificati per ripescaggio contro i St.Louis Archbishops, che sono guidati dal campione americano e sfidante del Campionato del Mondo di Scacchi Fabiano Caruana, così come dal suo collega gran maestro americano Wesley So.  Petrosian ha realizzato 3,5 su 4, con vittorie sia su Caruana che su So.  I tre giocatori che ha battuto sono classificati al sesto, undicesimo e ventunesimo posto al mondo negli scacchi rapid, mentre Petrosian ha appena raggiunto la top 100, a 97.

## Principali risultati
- 2005 :  pari primo nei tornei di Teheran, Kish e Losanna;
- 2006 :  pari primo a Lione e Dubai;
- 2008 :  vince la medaglia d'oro di squadra con la nazionale armena alle Olimpiadi di Dresda;
- 2011 :  vince il Memorial Georgi Agzamov di Tashkent, e il 31º open di Benasque in Spagna;
- 2012 :  dopo aver vinto il Campionato armeno in febbraio vince il campionato armeno rapid; in agosto-settembre vince con la nazionale armena la medaglia d'oro di squadra alle Olimpiadi di Istanbul.
- 2017 :  in luglio vince a Filadelfia la 45ª edizione del World Open.
- 2019 :  in aprile si classifica 6º nel Reykjavík Open con 7 punti su 9, a pari merito con altri sette giocatori, il torneo verrà vinto grazie allo spareggio tecnico da Constantin Lupulescu[4].